# José Lévy
José Lévy, né en 1963 à Paris, est un artiste, créateur de mode, directeur artistique, designer, scénographe, acteur et un photographe français.

## Carrière
José Lévy a lancé sa marque de mode "José Lévy à Paris" en 1990, s'inspirant des univers cinématographiques de Jacques Demy et Jacques Tati. Un an après le lancement de sa marque, en 1991, Lévy a remporté le prix de l'ANDAM dans la catégorie hommes, une reconnaissance qui l'a propulsé dans le milieu de la mode.
De 1998 à 2006, José Lévy a occupé des postes de directeur artistique pour plusieurs maisons de mode renommées, telles que Holland & Holland, Ungaro, Nina Ricci et Cacharel. Ces collaborations ont rencontré un succès mitigé malgré sa touche créative. Parallèlement à ces projets, Lévy a également collaboré avec de nombreux artistes contemporains, tels que Jack Pierson, Gotscho, Nan Goldin, Parenno, Jean Pierre Khazem et The Kolkoz, ainsi qu'avec des architectes comme Xavier Gonzales et des musiciens comme Jay-Jay Johanson et Benjamin Biolay.
Depuis 2007 et la fermeture de sa marque, José Lévy se consacre entièrement à son travail de création transversale, entre arts plastiques et arts décoratifs.
En 2009, il a créé une série de pièces uniques en hommage à la tradition des arts décoratifs français à la Manufacture de Sèvres, utilisant des objets archétypaux de la collection et la métaphore de la mousse pour créer un effet mystérieux et légèrement fantomatique. La même année, il a présenté "Oasis:LucoNoctambule!",,, une exposition inspirée du jardin du Luxembourg à Paris, à la Galerie Perrotin. En utilisant des formes existantes telles que les arbres, le mobilier du jardin et les feuilles, il a créé des pièces originales telles que des souris devenues pièces d'échecs ou une chaise se camouflant.
En 2010, Lévy a conçu la Collection Parisienne pour Roche Bobois, une série de meubles et d'accessoires inspirés de l'architecture haussmannienne de Paris. Depuis 2010, il a également collaboré avec Astier de Villatte[source secondaire souhaitée].
En 2011, José Lévy est Lauréat de la Villa Kujoyama. Il a également collaboré avec Christian Merlhiot en élaborant l’univers visuel et le stylisme du film Slow Life tourné pendant la résidence.
En 2011, José Lévy a participé à l'exposition collective "Carpet Stories" à la Tools Galerie et a conçu des objets pour Saint-Louis. La même année, il a collaboré avec le parfumeur Francis Kurkdjian pour une collection de bougies parfumées.
En 2012,il a exposé ses œuvres inspirées de son expérience au Japon à la Next Level Gallery et a collaboré avec la Manufacture de Moroges, pour créer le Tapis Mare, un tapis entièrement fabriqué à la main. Cette année-là, il a également conçu des scénographies pour le Petit Palais à Paris, Le Bon Marché à Paris et les Rencontres Internationales Paris / Berlin / Madrid au Palais de Tokyo.
En 2013, José Lévy a lancé la collection « Morocco! »en hommage à la culture marocaine, comprenant des tables, des miroirs, des sièges et des carreaux de ciment inspirés de l'architecture, des couleurs et des motifs du pays.
En 2014, il a signé deux porte-bougies inédits pour l'ouverture de la première boutique Diptyque au Japon, dans le quartier d'Aoyama, et a créé une installation pour la première Nuit Blanche de la ville. De retour à Paris, il a imaginé deux lanternes pour célébrer l'ouverture de Diptyque Tokyo, intitulées Tokyo et Paris. La même année, il a créé "Le Veilleur", une lanterne de papier samouraï de sept mètres de haut inspirée des nebutas japonais, en collaboration avec l'Université des Arts Traditionnels de Kyoto[réf. souhaitée].
Toujours en 2014, Lévy a conçu une collection de plus de 120 produits pour l'enseigne Monoprix,, inspirée des feux d'artifice. La collection a été dévoilée au Palais de Tokyo avant d'être commercialisée dans tous les magasins de l'enseigne. Il a également participé à l'exposition Handmade du magazine Wallpaper lors du Salone del Mobile de Milan, où il a présenté sa collection de salle de bain intitulée Jungle Wash,. Par ailleurs, il a travaillé sur le design d'intérieur des restaurants Les Cloches en 2015 et MaPharmacie en 2009 et 2014.
En 2016, José Lévy a présenté « Moving Tatamis », une collection de meubles pour Daiken réalisée en tatami, un matériau traditionnel japonais. La même année, il a exposé son travail au Musée de la Chasse et de la Nature[source secondaire souhaitée].
En 2018, Lévy a conçu la collection S.A.L.T. (Sound And Light Tools) pour la marque Lexon et a collaboré avec Hermès pour concevoir « Ode à la beauté équine », une installation de deux étalons dont la peau est recouverte de cuir noir parfaitement moulé. Cette installation est à la fois une sculpture monumentale et un élément de mobilier. La même année, il a participé à une conversation avec les collections du Musée Guimet à Paris et le jardin récemment rénové de l'Hôtel Heidelbach, où huit de ses créations ont été installées pour la Paris Design Week[source secondaire souhaitée].
En 2019, à la Galerie Carpenters Workshop, José Lévy a présenté "Malili", la première pièce d'une collection de miroirs inspirée de masques ethniques africains, japonais et amérindiens.
En 2020, en collaboration avec la fabrique de ventilateurs Duvelleroy, il a créé le Colour Splash Fan, un éventail vierge prêt à être éclaboussé de couleurs. Pendant le confinement, il a demandé à une trentaine d'artistes de contribuer à la création de l'éventail sous le nom de "Fans for HeART". Les bénéfices ont été reversés à la Fondation des Artistes.
En 2021, José Lévy a créé une gamme de figurines Kokeshis avec Leblon Delienne, qui sont des poupées en bois laqué traditionnelles japonaises.
L'année suivante, en 2022, il a collaboré avec la galerie WA Design pour créer la série Yama Tana, une collection de tablettes et de vases en marbre noir espagnol Nero Marquina. Il a également collaboré avec la marque Serax,, pour créer la collection Fontainebleau, un salon de jardin minimaliste en vert. Conçu à l'origine pour sa maison de campagne près de Fontainebleau, ce salon convient également aux environnements urbains[pertinence contestée]. La même année, il a collaboré avec Leliève Paris pour créer la collection Jeux de Salon,,, une gamme modulaire et audacieuse inspirée des jeux de construction et du mobilier japonais.
En 2023, il est nommé directeur de la création du Pavillon France à l’Exposition universelle d’Osaka 2025 par la COFREX (Compagnie française des expositions). À ce titre, il est chargé de la conception de l’ensemble des aménagements intérieurs du Pavillon, situé sur l’île artificielle de Yumeshima, face à l’entrée principale de l’événement. Il y conçoit notamment le salon protocolaire, la salle de conférence, le bistrot, le bureau du commissaire général, ainsi que les espaces de transition et de réception. Son approche artistique se fonde sur un triptyque conceptuel : l’amour, la nature et les arts décoratifs, dans un dialogue constant entre le Japon et la France,
Sous sa direction artistique, le Pavillon devient un lieu polysensoriel mêlant matières nobles, mobilier historique et contemporain, design floral, œuvres d’art et lumières immersives. Il collabore avec de nombreuses maisons et artistes : Ligne Roset (mobilier signé Paulin, Delvigne, Herkner), Kouseido (arts traditionnels japonais), Sokoa (assises), la Manufacture de Sèvres, Maison Dada, Kolkhoze, Atelier Alain Ellouz (luminaires), Shuho Hananofu (sculptures florales), Philippe Marinig (photographie), Garnier & Linker, ou encore Paul Jacoulet (estampes japonaises). Le mobilier, conçu ou sélectionné par Lévy, est marqué par l’influence japonaise : formes épurées, matières naturelles, teintes pastel ou minérales, et références explicites à l’ikebana, aux kokeshi, au wabi-sabi ou encore à l’esthétique des jardins zen.
Le 14 avril 2025, au lendemain de l’inauguration du Pavillon, José Lévy assure également la curation et la scénographie de l’exposition organisée à la Villa Kujoyama, à Kyoto, à l’occasion des dix ans de résidences métiers d’art depuis la rénovation du site. Ancien lauréat de la Villa en 2011, il y propose un parcours immersif et sensible, articulé autour du dialogue entre tradition et création contemporaine, en valorisant les travaux de plusieurs générations de résidents français au Japon,,.
En 2025, il présente deux nouvelles collections : Glass Towers, une série de vases en verre soufflé éditée par Serax et inspirée des tours japonaises, mêlant transparence et verticalité, et Les Clopes and Co, une ligne de luminaires éditée par CVL Luminaires, inspirée des poupées kokeshi et du mobilier anthropomorphe. Ces créations témoignent d’un langage formel à la fois minimal et expressif, entre artisanat, humour et narration poétique,,,.